# Super Huit
Il Super Huit è una competizione calcistica di Haiti, creata nel 2006 e riservata ai club classificati ai primi otto posti del precedente Championnat National D1.
È nota per motivi di sponsorizzazione come Coupe Digicel. La squadra vincitrice riceve un premio vittoria di 20 000 dollari.

## Albo d'oro
- 2006  Baltimore
- 2007  Tempête
- 2008  Mirebalais
- 2009  Capoise
- 2010-2011  Aigle Noir
- 2011  Capoise

## Vittorie per squadra
| Squadra    | Città          | Titoli | Ultimo titolo |
| ---------- | -------------- | ------ | ------------- |
| Capoise    | Cap-Haïtien    | 2      | 2011          |
| Baltimore  | Saint-Marc     | 1      | 2006          |
| Tempête    | Saint-Marc     | 1      | 2007          |
| Mirebalais | Mirebalais     | 1      | 2008          |
| Aigle Noir | Port-au-Prince | 1      | 2011          |